# Un sec
Un sec è un singolo del rapper italiano Nerone, pubblicato il 26 febbraio 2021 come secondo estratto dal secondo mixtape Maxtape. 

## Descrizione
Il brano vede la partecipazione dei rapper italiani Nitro e Gemitaiz.

## Tracce
1. Un sec (feat. Nitro, Gemitaiz) – 2:33